# Pyramide DAS 53
La pyramide DAS 53 se situe au sud de Dahchour en Égypte, près de la pyramide nord de Mazghouna. Il s'agit d'un monument repéré au printemps 2006 par l'équipe allemande du Deutsches Archäologisches Institut. Aucune étude n'a encore permis de confirmer la forme du monument.